# 新穂貴城
新穂 貴城（にいぼ きしろ、1994年4月15日 - ）は、日本のタレント、元アイドル。女性アイドルグループ愛乙女☆DOLL（略称：らぶどる）の元メンバーである　。鹿児島のローカルアイドルS☆UTHERN CROSSの元メンバーであり、女性アイドルグループDear☆Doll、エンタの時間、Stella☆Beats、LOVE SPEARSの元メンバーでもある。鹿児島県出身。キャッチフレーズは「君の彼女は29歳元アイドル！」。妹はNoelliL(ノエリル/旧未完成リップスパークル)の新穂純麗。フリー。

## 略歴
2011年
- 4月 S☆UTHERN CROSS一期生として加入。当時の芸名は「貴城」。

2012年
- 9月15日 ワンマンライブにてグループ内ユニット「ピンクタイフーン」結成発表。初期メンバーは貴城、妹のすみれ、まいの3人。
- 10月28日 ピンクタイフーンデビューライブ。

2013年
- 1月20日 交流会にて妹のすみれとともに2月23日のライブで卒業することを発表。
- 2月23日 貴城すみれ卒業ライブ（シアターegg）にてグループ卒業。

2014年
- 5月19日 Dear☆Doll新メンバーとしてお披露目。
- 11月16日 Dear☆Doll解散ライブ。

2015年
- 4月11日 謎ドルの公式Twitterアカウントに謎ライトブルーとして登場。当初は正体非公開。
- 5月3日 渋谷RUIDO K2にてデビューライブ。謎ドルから「エンタの時間」に改名。水色担当として赤担当の妹新穂純麗とともに正式にお披露目。
- 8月16日 原宿アストロホールの1stワンマンライブにて10月10日付のメンバー全員の事務所卒業とグループの継続を発表。
- 8月25日 エンタの時間公式Twitterにて事務所卒業と同時に解散決定を発表。
- 10月9日 秋葉原SIXTEENにて純麗、ひびき合同生誕ライブ開催。
- 10月10日 原宿アストロホールにて解散ワンマンライブ。
- 12月 らぶけん加入。

2016年
- 7月10日 Stella☆Beatsにアンダーメンバーとして加入、らぶけんとの兼任を発表。
- 7月24日 らぶけん卒業、Stella☆Beats専任となる。
- 10月12日 Stella☆Beats正規メンバーに昇格を発表。

2019年
- 7月5日 Stella☆Beats卒業。

2020年
- 7月17日 LOVE SPEARSに加入。

2022年
- 1月23日 LOVE SPEARS卒業。
- 1月25日 愛乙女☆DOLLに加入発表。
- 2月12日 愛乙女☆DOLL正式加入、よみうりランドで開催のらんらん♡バレンタインイベントにて初お披露目
- 9月30日 秋葉原カルチャーズ劇場での愛乙女☆DOLL単独公演にて、来年春を持って愛乙女☆DOLL現体制終了及びメンバー全員の卒業を発表。

2023年
- 3月26日 ヒューリックホール東京にて開催されたTOUR2023『Story』ツアーファイナル東京公演を持って愛乙女☆DOLLを卒業。

- 7月24日　所属事務所ArcJewel(アクアルナ・エンターテイメント株式会社)を退社、アイドル活動を引退、今後はフリーランスとして活動する事を発表。

## 人物
- 妹とは二人暮らしをしている。[2]「世界一仲良しな姉妹」を両者が自認している。
- 当初のキャッチフレーズは『南国鹿児島生まれの黒髪天使』。 高校時代に染めようとしたが母親に止められた。今ではそれに感謝している。

## 参加楽曲
- 2012年 コンピレーションアルバム「～次世代アイドル革命～」収録 S☆UTHERN CROSS「I will」
- 2013年 シングル S☆UTHERN CROSS「1st シングル」
- 2015年 シングル エンタの時間「時間トラベラー」
- 2015年 シングル エンタの時間「厨2病ファンタジア」
- 2016年 シングル Stella☆Beats「さあ共に！－story of yours－」

## 出演

### テレビ番組
2012年
- 5月 読売テレビ（日本テレビ系）『秘密のケンミンSHOW』再現VTR（S☆UTHERN CROSS）
- 10月 KKB鹿児島放送30周年イベント（S☆UTHERN CROSS）

2013年
- 2月 KTS鹿児島テレビ『デルフォイの神託』ご当地アイドルNo.１決定戦（S☆UTHERN CROSS）
- 5月 KTS鹿児島テレビ『ひっとべ!ボッケモンランド』内コーナー「プリモゼの部屋」（S☆UTHERN CROSS）[脚注 1]

### ネット番組
2015年
- 5月 村山ひとしのアイドリっぱ!（エンタの時間）[3]